# Clémence Ross-van Dorp
Clementia Ignatia Johanna Maria (Clémence) Ross-van Dorp (Delft, 27 augustus 1957) is een Nederlandse bestuurder en voormalige CDA-politica. Van 22 juli 2002 tot en met 22 februari 2007 was zij staatssecretaris van Volksgezondheid, Welzijn en Sport.

## Biografie
Ross-van Dorp groeide op in Delft en Deventer. Na haar middelbareschoolopleiding heeft ze diverse beroepsopleidingen gevolgd, onder meer de lerarenopleiding Nederlands en Engels. Zij studeerde daarna sinologie aan de Rijksuniversiteit Leiden (doctoraalexamen 1989).
Ross-van Dorp was in 1989 docent Engels aan een scholengemeenschap in Ulft. Daarna was zij beleidsmedewerker van Arie Oostlander - werd zij in 1990 lid van het CDA - voor de EVP-fractie in het Europees Parlement. Tussen 1998 en 2002 en in 2003 was ze voor het CDA lid van de Tweede Kamer der Staten-Generaal.
Ross-van Dorp werd op 22 juli 2002 op voordracht van het CDA benoemd tot staatssecretaris van Volksgezondheid, Welzijn en Sport in het kabinet-Balkenende I, met in haar portefeuille sport en ouderenzaken. In het kabinet-Balkenende II was zij opnieuw staatssecretaris op dit departement, met in haar portefeuille sport, welzijn en medische ethiek. In 2006 maakte zij bekend de politiek te verlaten. Zij stelde zich geen kandidaat voor de Tweede Kamerverkiezingen 2006.

### Na de politiek
Sinds april 2007 is zij directeur van het Nederlands Instituut voor Sport en Bewegen (NISB) in Ede. Tevens is ze voorzitter van de Stichting Wereldkampioenschap wielrennen 2012.
Ross volgde per 1 juli 2010 Sietze Veen op als voorzitter van BV De Graafschap, waarmee zij de eerste vrouwelijke voorzitter van een voetbalvereniging in de Eredivisie werd. Zij was al voorzitter van het Vrouwenvoetbal in de Eredivisie. Eind oktober 2012 legde Ross haar functie bij De Graafschap neer, nadat tegenvallende resultaten van de club hadden geleid tot aanhoudende kritiek van een deel van de clubaanhang op zowel spelers als haar persoon, wat volgens Ross was ontaard in 'respectloos' en 'vijandig' gedrag.
Een jury van het maandblad Opzij betitelde haar in oktober 2010 als 'machtigste vrouw van de sport'.
In juli 2012 werd zij voorzitter van het Nationaal Rampenfonds. Zij bleef dat tot april 2024.
Per 1 november 2012 is zij benoemd als lid van de raad van toezicht van de Universiteit Twente.
Op 1 oktober 2013 is zij benoemd als Raad van Bestuur van Agora, landelijk ondersteuningspunt palliatieve zorg.
Sinds maart 2014 is zij directeur van The Natural Way of Cleaning BV - een groothandel in schoonmaakproducten.

## Maatschappelijke functies
Ross-van Dorp bekleedde diverse maatschappelijke functies, onder meer bij de Iselinge Educatieve Faculteit te Doetinchem, het Slingeland Ziekenhuis te Doetinchem, de Rabobank in Gendringen, het sociaal-economisch overleg Oost-Gelderland en de Katholieke Raad voor Kerk en Samenleving.